# Andrew Latimer

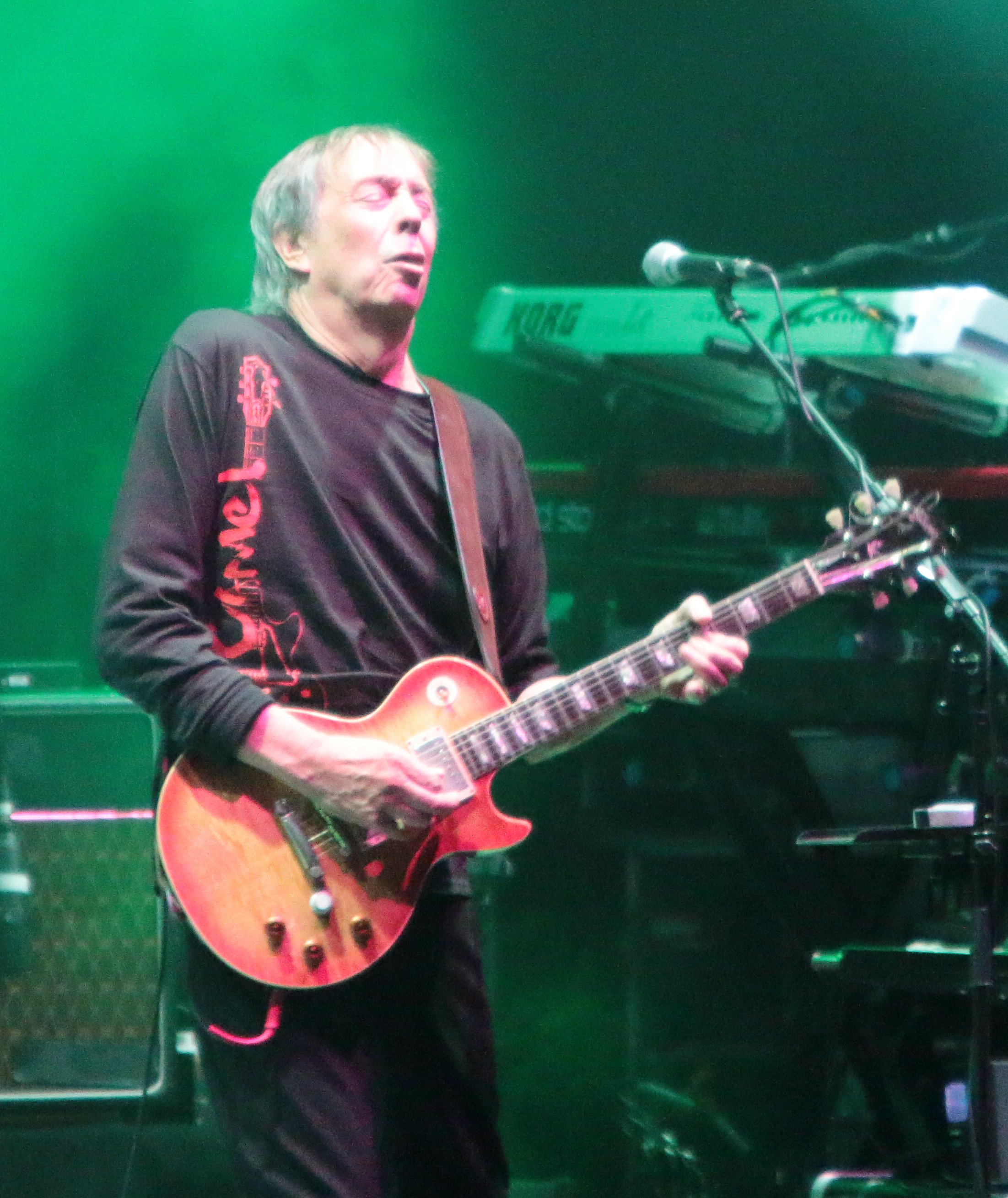
Andy Latimer (2015)

Andrew (Andy) Latimer (* 17. Mai 1949 in Guildford) ist ein britischer Musiker und Gründungsmitglied der Rock-Band Camel. Latimer ist bei Camel vor allem für Gesang und Gitarre verantwortlich, spielt auf vielen Alben aber auch Flöte und Keyboards. 1991 gründete Latimer sein eigenes Plattenlabel, „Camel Productions“, welches heute alle Alben von Camel vertreibt.
Am 18. Mai 2007 gab das Management von Camel bekannt, dass Andy Latimer an der Blutkrankheit Polyzythämie leidet. Aufgrund der Auswirkungen dieser Krankheit und der Strapazen des Umzugs Latimers in seine englische Heimat war es Camel nach Abschluss der „Farewell Tour“ im Jahr 2003 nur schwer möglich, weitere Musik zu produzieren. Bereits die „Farewell Tour“ war unter dem Eindruck von Latimers Krankheit als Abschiedstournee geplant.
Seit 2010 ist er wieder musikalisch aktiv. Sein erstes "musikalisches Lebenszeichen" war die Mitwirkung auf der CD Random Acts of Beauty von David Minasian. Hier spielt Andy Latimer die Gitarre auf dem ersten Stück namens „Masquerade“.